# Cronologia da pandemia de COVID-19 em julho de 2020
Este artigo documenta a cronologia e epidemiologia do vírus SARS-CoV-2 em julho de 2020, o vírus que causa a COVID-19 e é responsável pela pandemia de COVID-19. Os primeiros casos humanos da COVID-19 foram identificados em Wuhan, China, em dezembro de 2019.

## Cronologia

### 1 de julho
- Relatório de situação 163 da OMS.[1]

 O Brasil registrou 46 712 novos casos e 1 038 novas mortes, elevando o total para 1 448 753 e 60 632, respectivamente; um total de 826 866 pacientes se recuperaram.
 A Malásia registrou apenas um caso importado, elevando o número de casos ativos para 144, com um total de 8 640 casos. 21 pacientes se recuperaram, elevando o total para 8 375. O número de mortos permanece em 121.
 A Nova Zelândia não registrou novos casos, mantendo o número de casos ativos em 22, com um número total de 1 528 casos (1 178 confirmados e 350 prováveis), 1 484 recuperações e 22 mortes. Um caso permanece no hospital.
 Portugal registrou 313 novos casos e 3 novas mortes, elevando o total para 42 454 e 1 579, respectivamente; um total de 27 798 pacientes se recuperaram.
 A Singapura registrou 215 novos casos, elevando o total para 44 122.
 A Ucrânia registrou 664 novos casos e 14 novas mortes, elevando o número total para 44 998 e 1 173, respectivamente; um total de 19 548 pacientes se recuperaram.

### 2 de julho
- Relatório de situação 164 da OMS.[9]

 O Brasil registrou 48 105 novos casos e 1 252 novas mortes, elevando o total para 1 496 858 e 61 884, respectivamente; um total de 852 816 pacientes se recuperaram.
 Os Estados Unidos registraram 50 700 novos casos, o maior número diário de novas infecções registradas até o momento. O total de casos já é superior a 2.73 milhões.
 A França registrou 14 novas mortes, elevando o total para 29 875. O número de casos hospitalizados diminui para 8 148, e o número total de pessoas em terapia intensiva caiu para 573.
 A Malásia registrou três novos casos, elevando o número total para 8 643 casos, com 85 casos ativos. 62 se recuperaram, elevando o número de recuperados para 8 437. O número de mortos permanece em 121.
 A Nova Zelândia registrou dois novos casos, elevando o número total para 1 530 casos (1 180 confirmados e 350 prováveis). Seis pessoas se recuperaram, reduzindo o número de casos ativos para 18 e o número total de recuperações para 1 490. O número de mortos permanece em 22.
 Portugal registrou 328 novos casos e 8 novas mortes, elevando o total para 42 782 e 1 587, respectivamente; um total de 28 097 pacientes se recuperaram.
 O Reino Unido registrou 89 novas mortes, elevando o total oficial do país para 43 995, embora as estimativas coloquem o número real mais próximo de 55 000.
 A Sérvia registrou 359 novos casos e 6 novas mortes, elevando o total para 15 195 e 287, respectivamente. Atualmente, há 1 996 casos ativos, com 81 pacientes em terapia intensiva.
 A Singapura registrou 188 novos casos, elevando o total para 44 310. 418 se recuperaram, elevando o número total de recuperados para 39 429.
 A Ucrânia registrou 889 novos casos e 12 novas mortes, elevando o número total para 45 887 e 1 185, respectivamente; um total de 20 053 pacientes se recuperaram.

### 3 de julho
- Relatório de situação 165 da OMS.[21]

 A Arábia Saudita registrou 4 193 novos casos, elevando o total de passado para 201 801. 1 802 mortes também foram relatadas, com mais de 140 000 pessoas recuperadas do vírus.
 O Brasil registrou 42 223 novos casos e 1 290 novas mortes, elevando o total para 1 539 081 e 63 174, respectivamente; um total de 868 372 pacientes se recuperaram.
 A Coreia do Sul registrou 63 novos casos, elevando o total para 12 967. O número de mortos permaneceu em 282.
 A Espanha registrou 17 novas mortes nas últimas 24 horas.
 Os Estados Unidos registraram 57 683 novos casos, o maior aumento diário até o momento, elevando o número total de casos para 2 793 022. Também foram relatadas 728 mortes, elevando o número de vítimas para 129 405.
 A França registrou 18 novas mortes, elevando o total para 29 893. Também foi relatado que o número de pessoas em terapia intensiva caiu para 560.
 A Índia registrou 20 903 novos casos, elevando o total do país para 625 544. Também foram registradas 379 novas mortes, elevando o número total de mortes para 18 213.
 O Irã registrou 154 novas mortes, elevando o total do país para 11 260. O número total de casos é de 235 429.
 O Japão registrou 124 novos casos na capital Tóquio, com 70% dos infectados com menos de quarenta anos.
 A Malásia registrou cinco novos casos (três importados e duas transmissões comunitárias), com o número de casos ativos em 81 e o número total em 8 648 casos. Nove pessoas se recuperaram, elevando o número de recuperados para 8 446. O número de mortos permanece em 121.
 A Nova Zelândia não registrou novos casos, com o número de casos ativos restantes em 18 e o número total restante em 1 530 (1 180 confirmados e 350 prováveis). Houve um total de 1 490 recuperações e 22 mortes.
 Portugal registrou 374 novos casos e 11 novas mortes, elevando o total para 43 156 e 1 598, respectivamente; um total de 28 424 pacientes se recuperaram.
 O Reino Unido registrou 137 novas mortes, elevando o total confirmado para 44 131, com 544 pessoas testando positivo para o coronavírus.
 A Singapura registrou 169 novos casos. 340 se recuperaram, elevando o número total de recuperações para 39 769. O número de mortos permanece em 26.
 A Ucrânia registrou 876 novos casos e 27 novas mortes, elevando o número total para 46 763 e 1 212, respectivamente; um total de 20 558 pacientes se recuperaram.

### 4 de julho
- Relatório de situação 166 da OMS.[33]

 A África do Sul registrou 9 064 novos casos, o maior total diário até o momento, levando para mais de 177 000 o total de casos confirmados no país.
 A Austrália registrou 108 novos casos no estado de Vitória, o maior aumento diário desde março.
 O Azerbaijão registrou 534 novos casos, elevando o total para 19 801. O número de mortos subiu para 241 e o número de recuperações foi de quase 11 300.
 O Brasil registrou 37 923 novos casos e 1 091 novas mortes, elevando o total para 1 577 004 e 64 265, respectivamente; um total de 876 359 pacientes se recuperaram.
 A Coreia do Sul registrou 63 novos casos, totalizando 13 030. O número de mortos permaneceu em 283.
 A Malásia registrou dez novos casos, elevando o total para 8 658. Existem 76 casos ativos, sendo que dois necessitam de suporte do respirador. 15 pacientes se recuperaram, elevando o número total de recuperados para 8 461. O número de mortos permanece em 121.
 A Nova Zelândia não registrou novos casos, com o número de casos ativos permanecendo nos 18 e o número total de casos em 1 530 (1 180 confirmados e 350 prováveis). Houve 1 490 recuperações e 22 mortes.
 Portugal registrou 413 novos casos e 7 novas mortes, elevando o total para 43 569 e 1 605, respectivamente; um total de 28 772 pacientes se recuperaram.
 A Rússia registrou 6 632 novos casos e 168 novas mortes, elevando o total para 674 515 e 10 027, respectivamente.
 A Singapura registrou 185 novos casos, elevando o total para 44 664.
 A Ucrânia registrou 914 novos casos e 15 novas mortes, elevando o número total para 47 677 e 1 227, respectivamente; um total de 21 155 pacientes se recuperaram.

### 5 de julho
- Relatório de situação 167 da OMS.[43]

 O Brasil registrou 26 051 novos casos e 602 novas mortes, elevando o total para 1 603 055 e 64 867, respectivamente; um total de 906 286 pacientes se recuperaram.
 A Malásia registrou cinco novos casos, com o número de casos ativos em 77 e o número total em 8.663. Quatro pacientes se recuperaram, elevando o número total de recuperados para 8 465. O número de mortos permanece em 121.
 A Nova Zelândia registrou três novos casos, com o número de casos ativos em 21 e o número total em 1 533 casos (1 183 confirmados e 340 prováveis). Houve um total de 1 490 recuperações e 22 mortes.
 Portugal registrou 328 novos casos e 9 novas mortes, elevando o total para 43 897 e 1 614, respectivamente; um total de 29 017 pacientes se recuperaram.
 A Singapura registrou 13 novos casos, elevando o total para 44 800. 348 tiveram alta desde sábado, elevando o número total de recuperações para 40 105.
 A Ucrânia registrou 823 novos casos e 22 novas mortes, elevando o número total para 48 500 e 1 249, respectivamente; um total de 21 376 pacientes se recuperaram.

### 6 de julho
- Relatório de situação 168 da OMS.[50]

- De acordo com um artigo do Fórum Econômico Mundial e do Visual Capitalist, "nenhuma parte da sociedade parece ser deixada incólume" pela pandemia.[51]

 O estado australiano de Vitória registrou 127 casos, o maior pico durante apenas uma dia na Austrália desde o início da pandemia. A Austrália também registrou duas mortes, elevando o número de mortes para 106.
 O Brasil registrou 20 229 novos casos e 620 novas mortes, elevando o total para 1 623 284 e 65 487, respectivamente; um total de 927 292 pacientes se recuperaram.
 O Catar registrou 546 novos casos e 5 novas mortes, elevando o total para 100 345 e 133, respectivamente.
 Os Estados Unidos passaram das 130 000 mortes, registrando um total de 130 007. Também foi relatado que o número total de casos confirmados é de 2 888 729.
 Fiji relatou o primeiro caso do país em 78 dias, um turista que retornava da Índia.
 A França registrou 27 novas mortes, elevando o total para 29 920. Registrou-se que o número de pacientes em terapia intensiva caiu para 548.
 A Índia registrou 24 428 novos casos, elevando o total do país para 697 413.
 A Indonésia registrou 1 209 novos casos e 70 novas mortes, elevando o total para 64 958 e 3 241, respectivamente.
 A Malásia registrou cinco novos casos, elevando o número de casos ativos para 77 e o número total para 8 668. 11 casos foram descartados, elevando o número total de recuperados para 8 476.
 A Nova Zelândia registrou um novo caso, elevando o número de casos ativos para 22 e o número total para 1 534 casos (1 184 confirmados e 350 prováveis). Houve um total de 1 490 recuperações e 22 mortes.
 O Paquistão registrou 3 344 novos casos, incluindo o Secretário de Saúde Zafar Mirza, elevando o total para 231 818. Também foram registradas 50 novas mortes, elevando esse total para 4 844.
 Portugal registrou 232 novos casos e 6 novas mortes, elevando o total para 44 129 e 1 620, respectivamente; um total de 29 166 pacientes se recuperaram.
 O Reino Unido registrou 16 novas mortes, o número mais baixo desde 16 de março, elevando o total para 44 236. Não foram relatadas novas mortes na Escócia, País de Gales ou Irlanda do Norte.
 A Singapura registrou 183 novos casos, elevando o total para 44 983.
 A Ucrânia registrou 543 novos casos e 13 novas mortes, elevando o número total para 49 043 e 1 262, respectivamente; um total de 21 703 pacientes se recuperaram.
 O Vietnã registrou 14 casos importados, elevando para 369 o número total de casos no país. Nenhuma morte adicional foi relatada e 90% dos casos confirmados já estão recuperados.

### 7 de julho
- Relatório de situação 169 da OMS.[67]

 A África do Sul registrou 8 971 novos casos, totalizando 205 721 casos confirmados.
 A Alemanha registrou 397 novos casos e 12 novas mortes, elevando o total para 197 341 e 9 036, respectivamente, segundo dados do Instituto Robert Koch.
 O estado australiano de Vitória registrou 191 novos casos.
 O Brasil registrou 45 305 novos casos e 1 254 novas mortes, elevando o total para 1 668 589 e 66 741, respectivamente; um total de 976 977 pacientes se recuperaram.
 A França registrou 13 novas mortes, elevando o total para 29 933. Este número é responsável por uma revisão em baixa do número de mortes em casas de repouso; o número de mortos nos hospitais do país aumentou para 19 457. O número de mortes em casas de repouso foi confirmado em 10 476, uma redução em relação ao número de 10 497 relatado uma semana antes.
 A Índia registrou 22 252 novos casos e 467 novas mortes, elevando o número de mortes para 20 160.
 A Indonésia registrou 1 268 novos casos e 68 novas mortes, elevando o total para 66 226 e 3 309, respectivamente. Também foi relatado que 30 785 pessoas se recuperaram até ao momento.
 O Irã registrou 2 637 novos casos, elevando o número total de casos positivos para 245 688. O país também relatou um aumento diário recorde de 200 mortes, elevando o total para 11 931.
 A Malásia registrou seis novos casos, com o número de casos ativos em 72 e o número total em 8 674. Cinco se recuperaram, elevando o número total de recuperados para 8 481. O número de mortos permanece em 121.
 A Nova Zelândia registrou dois novos casos e duas novas recuperações, elevando o número de casos ativos para 22 e o número de recuperados para 1 492. Houve um total de 1 492 casos (1 186 confirmados e 350 prováveis). O número de mortos permanece em 22.
 Portugal registrou 287 novos casos e 9 novas mortes, elevando o total para 44 416 e 1 629, respectivamente; um total de 29 445 pacientes se recuperaram.
 O Reino Unido registrou 581 novos casos, elevando o total do país para 286 349. Também foram registradas 155 mortes, elevando o total oficial a 44 391, embora o Escritório de Estatísticas Nacionais coloque o número de mortes por COVID-19 em mais de 55 000.
 A Rússia registrou 6 368 novos casos e 198 novas mortes, elevando o número total para 694 230 e 10 494, respectivamente.
 A Sérvia registrou 299 novos casos e 13 mortes, elevando o total para 16 168 e 330, respectivamente. Foram reportados que 110 pacientes estão em terapia intensiva.
 A Singapura registrou 157 novos casos, elevando o total para 45 140.
 A Ucrânia registrou 564 novos casos e 21 novas mortes, elevando o número total para 49 607 e 1 283, respectivamente; um total de 22 139 pacientes se recuperaram.

### 8 de julho
- Relatório de situação 170 da OMS.[82]

 A Austrália relatou 134 novos casos no estado de Vitória.
 O Brasil registrou 44 571 novos casos e 1 223 novas mortes, elevando o total para 1 713 160 e 67 964, respectivamente; um total de 1 020 901 pacientes se recuperaram.
 As Filipinas registraram 2 539 novos casos, o maior aumento diário registrado até o momento. Outras 5 mortes também foram relatadas, elevando o número de mortes para 1 314.
 A França registrou 32 novas mortes, elevando o total para 29 965.
 Hong Kong relatou 24 novos casos, 19 dos quais foram confirmados como transmitidos localmente. O número total de casos é de 1 324, com 7 mortes.
 O Irã registrou 153 novas mortes, elevando o número total de mortos para mais de 12 000. Também foi relatado que o número total de casos atingiu 248 379 e que 209 463 se recuperaram.
 A Malásia registrou três novos casos, elevando o número de casos ativos para 70 e o número total para 8 677. Cinco pacientes receberam alta, elevando o número total de recuperados para 8 486. O número de mortos permanece em 121.
 A Nova Zelândia registrou um novo caso, elevando o número de casos ativos para 23 e o número total para 1 537 casos (1 187 confirmados e 350 prováveis). O número de recuperações permaneceu em 1 492 e o número de mortes em 22. O caso mais recente é de um homem de 32 anos que escapou brevemente do isolamento gerenciado em Auckland antes de ser detido pelas autoridades.
 Omã relatou 1 210 novos casos, elevando o total para 50 207. 9 novas mortes também foram relatadas, elevando o número de mortes para 233.
 Portugal registrou 443 novos casos e 2 novas mortes, elevando o total para 44 859 e 1 631, respectivamente; um total de 29 714 pacientes se recuperaram.
 O Reino Unido registrou 630 novos casos e 126 novas mortes, elevando o total oficial do país para 286 979 e 44 517, respectivamente.
 A Rússia registrou 6 562 novos casos, elevando o número total de casos para 700 792. Também foram relatadas 173 novas mortes, elevando o número total de mortes confirmadas para 10 667.
 A Singapura registrou 158 novos casos, elevando o total para 45 298.
 A Ucrânia registrou 807 novos casos e 23 novas mortes, elevando o número total para 50 414 e 1 306, respectivamente; um total de 23 119 pacientes se recuperaram.

### 9 de julho
- Relatório de situação 171 da OMS.[95]

 O Brasil registrou 42 619 novos casos e 1 220 novas mortes, elevando o total para 1 755 779 e 69 184, respectivamente; um total de 1 054 043 pacientes se recuperaram.
 A Malásia registrou seis novos casos, elevando o número total para 8 683. 13 casos recuperaram, elevando o número total de recuperados para 8 499. Existem 63 casos ativos, estando dois em terapia intensiva e um em suporte ventilatório. O número de mortos permanece em 121.
 A Nova Zelândia registrou três novos casos, elevando o número de casos ativos para 24 e o número total para 1 540 casos (1 190 confirmados e 350 prováveis). Foi registrado duas novas recuperações, elevando o total de recuperados para 1 494. O número de mortes permanece em 22.
 Portugal registrou 418 novos casos e 13 novas mortes, elevando o total para 45 277 e 1 644, respectivamente; um total de 30 049 pacientes se recuperaram.

### 10 de julho
- Relatório de situação 172 da OMS.[100]

 O Brasil registrou 45 048 novos casos e 1 214 novas mortes, elevando o total para 1 800 827 e 70 398, respectivamente; um total de 1 078 763 pacientes se recuperaram.
 A Nova Zelândia registrou dois novos casos, elevando o número de casos ativos para 23 e o número total para 1 542 casos (1 192 confirmados e 350 prováveis). Foi registrado três novas recuperações, elevando o total de recuperados para 1 497. O número de mortes permanece em 22.
 Portugal registrou 402 novos casos e 2 novas mortes, elevando o total para 45 679 e 1 646, respectivamente; um total de 30 350 pacientes se recuperaram.

### 11 de julho
- Relatório de situação 173 da OMS.[104]

 O Brasil registrou 39 023 novos casos e 1 071 novas mortes, elevando o total para 1 839 850 e 71 469, respectivamente; um total de 1 100 873 pacientes se recuperaram.
 Portugal registrou 542 novos casos e 8 novas mortes, elevando o total para 46 221 e 1 654, respectivamente; um total de 30 655 pacientes se recuperaram.

### 12 de julho
- Relatório de situação 174 da OMS.[107]

 O Brasil registrou 24 831 novos casos e 631 novas mortes, elevando o total para 1 864 681 e 72 100, respectivamente; um total de 1 123 204 pacientes se recuperaram.
 Portugal registrou 291 novos casos e 6 novas mortes, elevando o total para 46 512 e 1 660, respectivamente; um total de 30 907 pacientes se recuperaram.

### 13 de julho
- Relatório de situação 175 da OMS.[110]

 O Brasil registrou 20 286 novos casos e 733 novas mortes, elevando o total para 1 884 967 e 72 833, respectivamente; um total de 1 154 837 pacientes se recuperaram.
 Portugal registrou 306 novos casos e 2 novas mortes, elevando o total para 46 818 e 1 662, respectivamente; um total de 31 065 pacientes se recuperaram.

### 14 de julho
- Relatório de situação 176 da OMS.[113]

 O Brasil registrou 41 857 novos casos e 1 300 novas mortes, elevando o total para 1 926 824 e 74 133, respectivamente; um total de 1 209 208 pacientes se recuperaram.
 Portugal registrou 233 novos casos e 6 novas mortes, elevando o total para 47 051 e 1 668, respectivamente; um total de 31 550 pacientes se recuperaram.

### 15 de julho
- Relatório de situação 177 da OMS.[116]

 O Brasil registrou 39 924 novos casos e 1 233 novas mortes, elevando o total para 1 966 748 e 75 366, respectivamente; um total de 1 255 564 pacientes se recuperaram.
 Portugal registrou 375 novos casos e 8 novas mortes, elevando o total para 47 426 e 1 676, respectivamente; um total de 32 110 pacientes se recuperaram.

### 16 de julho
- Relatório de situação 178 da OMS.[119]

 O Brasil registrou 45 403 novos casos e 1 322 novas mortes, elevando o total para 2 012 151 e 76 688, respectivamente; um total de 1 296 328 pacientes se recuperaram.
 Portugal registrou 339 novos casos e 3 novas mortes, elevando o total para 47 765 e 1 679, respectivamente; um total de 32 476 pacientes se recuperaram.

### 17 de julho
- Relatório de situação 179 da OMS.[122]

 O Brasil registrou 34 177 novos casos e 1 163 novas mortes, elevando o total para 2 046 328 e 77 851, respectivamente; um total de 1 321 036 pacientes se recuperaram.
 Portugal registrou 312 novos casos e 3 novas mortes, elevando o total para 48 077 e 1 682, respectivamente; um total de 32 790 pacientes se recuperaram.

### 18 de julho
- Relatório de situação 180 da OMS.[125]

 O Brasil registrou 28 532 novos casos e 921 novas mortes, elevando o total para 2 074 860 e 78 772, respectivamente; um total de 1 342 362 pacientes se recuperaram.
 Portugal registrou 313 novos casos e 2 novas mortes, elevando o total para 48 390 e 1 684, respectivamente; um total de 33 153 pacientes se recuperaram.

### 19 de julho
- Relatório de situação 181 da OMS.[128]

 O Brasil registrou 23 529 novos casos e 716 novas mortes, elevando o total para 2 098 389 e 79 488, respectivamente; um total de 1 371 229 pacientes se recuperaram.
 Portugal registrou 246 novos casos e 5 novas mortes, elevando o total para 48 636 e 1 689, respectivamente; um total de 33 369 pacientes se recuperaram.

### 20 de julho
- Relatório de situação 182 da OMS.[131]

 Portugal registrou 135 novos casos e 2 novas mortes, elevando o total para 48 771 e 1 691, respectivamente; um total de 33 547 pacientes se recuperaram.

### 21 de julho
- Relatório de situação 183 da OMS.[133]

### 22 de julho
- Relatório de situação 184 da OMS.[134]

### 23 de julho
- Relatório de situação 185 da OMS.[135]

### 24 de julho
- Relatório de situação 186 da OMS.[136]

### 25 de julho
- Relatório de situação 187 da OMS.[137]

### 26 de julho
- Relatório de situação 188 da OMS.[138]

### 27 de julho
- Relatório de situação 189 da OMS.[139]

### 28 de julho
- Relatório de situação 190 da OMS.[140]

### 29 de julho
- Relatório de situação 191 da OMS.[141]

### 30 de julho
- Relatório de situação 192 da OMS.[142]

### 31 de julho
- Relatório de situação 193 da OMS.[143]